# 披尋記
《披尋記》，全名《瑜伽師地論科句披尋記》，是韓清淨居士費心二十餘年研究唯識習得之精要。

## 创作过程
1924年冬天，韓清淨與朱芾煌一起到房山雲居寺專心閉關，研究《瑜伽師地論》，亦用了五、六年的時間，寫下解釋《瑜伽師地論》的《披尋記》，及疏解《瑜伽師地論》的《科句》。全書共達百萬多字（科句有四十餘萬，瑜伽師地論釋文有七十餘萬）。